# Gleichenia mendellii
Gleichenia mendellii är en ormbunkeart som först beskrevs av G. Schneid., och fick sitt nu gällande namn av S.B.Andrews. Gleichenia mendellii ingår i släktet Gleichenia och familjen Gleicheniaceae. Inga underarter finns listade.